# 공항 라운지

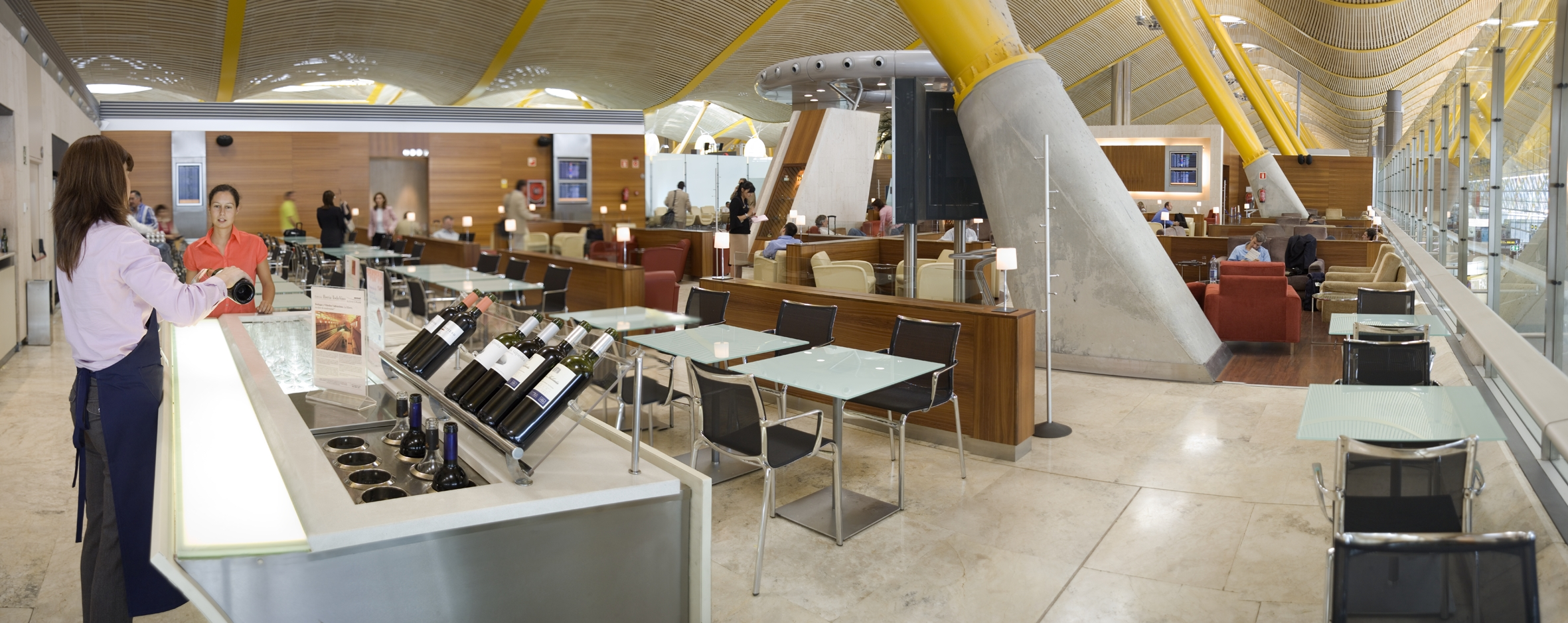
마드리드 바라하스 국제공항의 공항 라운지.

공항 라운지(영어: Airport Lounge)는 공항에서 비행기 출발을 기다리는 승객의 편의를 위해 항공사와 공항에서 제공되는 특별실을 가리킨다. 비즈니스 클래스과 일등석 승객들에게 제공한다. 또는 이코노미 클래스나 프리미엄 이코노미 클래스 승객들도 들어 갈 수는 있지만 PP카드가 있어야만 이용할 수 있다. 하지만 PP카드가 있다고 해도 이용을 할 수 없는 라운지도 있다.

## 개요
항공사 라운지 운영 회사 등에 의해 허가를 받은 승객만 입장이 가능해지고 있다. 일반대합실 지역에 비해 조용하고, 고품질의 가구가 사용된다. 또한 여러 접객 담당자가 상주하고 간단한 음식물이 제공된다. 최초의 공항 라운지는 아메리칸 항공이 라과디아 공항에 1939년에 개설한 ‘애드미럴 클럽’이다. 현재는 국내외의 대형 공항에 많은 로비가 존재하며, 또한 항공 동맹에 참여하는 항공사 간에 일정한 조건 하에서 상호 개방함으로써 네트워크의 충실을 도모하는 등 보급이 진행되고 있다.

## 종류
공항에서는 일반적으로 항공사와 공항이 운영하는 라운지가 별도로 있다. 주류가 제공되는 라운지에서는 미성년자의 출입에 제한을 두거나, 반대로 가족 여행으로의 이용을 상정한 라운지도 일부 보인다.

### 항공사 운영 라운지
영국 항공은 콩코드 탑승객 전용 라운지 콩코드룸을 각 공항에서 운영하고 있었다. 그 외에 항공사가 운영하는 일반적인 경우에 다음과 같다. 
- 항공사와 항공 동맹의 수석 회원을 위한 고급 사양의 라운지에서 일반적으로 보안검사장의 안쪽 (탑승구 근처)에 있다.
- 항공사와 항공 동맹의 승급에 따라 회원증 및 당일 탑승권을 제시하여 본인과 동반자 1인은 무료로 입장할 수 있다.
- 비즈니스 클래스와 퍼스트 클래스를 이용하는 경우, 탑승 수속 시 이용권을 제공하는 경우가 많다. 이용권이 없어도 해당 클래스 탑승권을 보여 주면 입실 가능(초과 예약을 통해 업그레이드 된 경우 등은 불가능하며, 어디까지나 정규 요금에 의한 티켓만)
- 항공사가 판매하는 라운지 이용권(보통 1년 단위로 판매)을 구입한다.
- 일부 항공사의 라운지에서는 마일리지 마일을 사용하여 이용할 수 있다.

### 신용카드 회사 운영 라운지
통칭 카드 라운지라고 하며, 여러 카드사가 공동으로 운영한다. 회원을 위한 라운지에서 일반적으로 보안검사장의 외부에 있다.
- 유효한 카드(계약한 신용카드 회사의 고급카드)와 당일 탑승권을 제시하여 본인만 무료로 입장 할 수 있다.
- 우선 경로의 연간 회원권을 구입(일부 신용카드는 카드 회원 특전으로 무료로 발급된다.)

- 일부 라운지에서는 그때마다 1000 - 5000엔 정도의 이용료를 지불하고 이용할 수 있다.
- 이용료를 지불하고 이용하지만 신용카드 중 고급카드, 우선 경로 등의 공항라운지를 이용할 수 있는 회원카드에서 사용할 수 있는 경우도 있다.

### 공항 운영 라운지
일본과 유럽을 중심으로 공항 회사가 독자적으로 운영하는 라운지로, 상용 공항이용자를 위한 유료라운지로 일반적으로 보안검사장의 외부에 있다.
- 공항 회원 전용의 고급 사양의 라운지를 갖춘 공항도 있다.
- 신용카드 회사와 제휴하여 위 신용카드 회사가 운영하는 라운지와 마찬가지로 사용할 수 있다.